# 우리 사랑이 향기로 남을 때
우리 사랑이 향기로 남을 때(Love My Scent)는 대한민국에서 제작된 임성용 감독의 2023년 멜로/로맨스, 코미디, 드라마 영화이다. 윤시윤 등이 주연으로 출연하였다.

## 출연

### 캐스팅
- 윤시윤 : 김창수 역
- 설인아 : 조아라 역

- 문지인 : 금은희 역
- 이규복 : 계준일 역
- 김영웅 : 나점장 역
- 이서영 : 복길 역
- 노상현 : 제임스 역
- 허은정 : 제시카 역
- 양혜진 : 아라엄마 역
- 김찬미 : 아영 역

- 이동찬 : 회장 역
- 한미자 : 회장아내 역
- 이상훈 : 연구소장 역
- 최훈제 : 연구소 막내 역
- 최윤빈 : 사짜남(사내 역)
- 유지후 : 사짜녀
- 문지인 : 아라 의 친구 역
- 이서영 : 창수 의 회사 여직원 역
- 조영지 : 여점주 역
- 권은솔 : 여점원 역
- 김정한 : 박팀장 역
- 하수호 : 타로술사 역
- 이승아 : 버스여2 역
- 김형석 : 버스남3 역
- 이송경 : 정류장 여대생 역
- 정승욱 : 남자친구 역
- 주경옥 : 리어카할머니 역
- 최우형 : 꼬마아빠 역
- 심하은 : 캠핑장 꼬마 역
- 김은수 : 남대생1 역
- 김미소 : 여대생1 역
- 구자건 : 남대생2 역
- 방민솔 : 여대생2 역
- 박서경 : 앵커 역
- 임은석 : 편의점 남학생 역
- 이나연 : 편의점 여학생 역
- 조용환 : 단발남 역
- 송주안 : 코러스 여1 역
- 성민주 : 코러스 여2 역
- 심근영 : 코로스 여3 역
- 송태형 : 댄서남1 역
- 윤성재 : 댄서남2 역
- 이민규 : 근육 유투버 역
- 채희수 : 교복남 역
- 남의창 : 촬영기사 역
- 김정원 : 커플남 역
- 조윤진 : 커플녀 역
- 이나현 : 전시장 직원1 역
- 정현구 : 전시장 직원2 역
- 반혜영 : 창수 동네녀1 역
- 감례인 : 창수 동네녀2 역
- 이주미 : 창수 동네녀3 역
- 이의수 : 아영밴드 기타 역
- 유승기 : 아영밴드 베이스 역
- 최기환 : 아영밴드 드럼 역
- 이윤선 : 아영밴드 보컬 역
- 김서아 : 어린 아라 역
- 김영애 : 버스할머니(대역)
- 강누리 : 은희(대역)
- 김진홍 : 버스기사1 역
- 원희중 : 자전거남 역

### 특별출연
- 김수미 : 버스 할머니 역
- 윤다훈 : 버스기사 역
- 윤정수 : 진상남 역